# Virata (nuoto)
Con il termine virata nel nuoto si indica il cambio di direzione che l'atleta si vede costretto ad effettuare una volta terminata la vasca. Essa prevede in ogni caso, con differenti modalità a seconda dello stile nuotato, che l'atleta tocchi il muro, pena la squalifica, cosa che avviene anche se, durante le fasi della virata, l'atleta si appoggia e si sostiene a frangiflutti o direttamente al bordo della vasca.

## Le tecniche
Ogni tipo di gara prevede una tecnica differente, regolamentata dalla Federazione Italiana Nuoto, che per quanto riguarda le nuotate e le virate ha adeguato il proprio regolamento alle norme internazionali della FINA:

### Delfino/Farfalla
L'atleta è tenuto a toccare, prima di tutto, con entrambe le mani, nello stesso momento, il muro. Non è consentito il tocco della parete con le mani sovrapposte. Di conseguenza la virata che si effettua prevede che si tocchi con le mani frontalmente il muro, quindi si slanci un braccio fuori dall'acqua mentre l'altro sotto di essa permetta di portarsi con le gambe raggruppate e i piedi al muro, le braccia e il capo verso la vasca, inclinandosi su un fianco al massimo di 90° rispetto al piano dell'acqua. Da tale posizione si effettua una spinta con le gambe senza spostare le braccia da davanti alla testa, per quindi riprendere la nuotata. Fondamentale è arrivare con un perfetto tempismo al muro con le mani: una bracciata troppo corta o troppo lunga possono far perdere un eventuale vantaggio.

### Dorso
In passato, all'atleta non era concesso lasciare la posizione supina in alcun momento della virata. Essa si effettuava quindi, dopo aver toccato con una mano il muro, tramite una capovolta all'indietro: le gambe fuori d'acqua e la testa sotto, in posizione raggruppata. Ora il regolamento prevede che gli atleti, prima di arrivare a toccare il muro, possano girarsi in posizione prona e da questa, senza effettuare né bracciate (oltre quella necessaria per voltarsi faccia all'acqua) né gambate, effettuare la virata con una capovolta in avanti. Con essa si giunge supini, o al più inclinati su un fianco fino a 90°, i piedi al muro, la testa e le braccia sott'acqua. Da questa posizione ci si spinge distendendo le gambe, le braccia tese e davanti al capo. Sono ammesse gambate subacquee anche a delfino, sempre se effettuate in posizione supina, o al più inclinati di 90° su un fianco. Importante è contare le bracciate che separano il punto di virata dalle bandierine di segnalazione per effettuare la virata nel punto ottimale senza dilatare il tempo di scivolamento in posizione prona.

### Rana
La virata a rana è del tutto simile a quella a delfino: le mani toccano, contemporaneamente e prima di qualsiasi altra parte del corpo, il muro. Non è consentito il tocco della parete con le mani sovrapposte. Identica è la procedura e la spinta dal muro. L'unica differenza è la cosiddetta trazione: essa consiste in una bracciata da davanti al capo fino alle cosce, una gambata a rana e, da qualche anno, anche una gambata a delfino, da effettuarsi sott'acqua dopo essersi spinti dal muro, purché questa avvenga precedentemente alla prima gambata a rana. Fondamentale è arrivare con un perfetto tempismo al muro con le mani: una bracciata troppo corta o troppo lunga  possono far perdere un eventuale vantaggio. È tuttavia consentita una piccola bracciata a rana senza alcun calcio per avvicinarsi alla parete di virata.

### Stile libero
La virata a stile libero non comporta particolari divieti, se non quelli generali citati precedentemente. L'atleta è quindi libero di toccare il muro come meglio crede. Tuttavia è tecnica diffusa utilizzare una capovolta in avanti, di 180 gradi, simile a quella che si utilizza nel dorso, con la sola differenza che spesso si preferisce terminare la rotazione in posizione laterale, in modo da accelerare il ritorno in posizione prona, che è consigliabile effettuare subito dopo la spinta dal muro.

### Misti
Dato che questo tipo di gara prevede che si cambi stile di nuotata per tre volte, l'atleta effettua differenti tipi di virata. Se non deve cambiare lo stile di nuotata è tenuto ad attenersi al regolamento della nuotata stessa, altrimenti effettua una virata che in sostanza è metà di uno stile, metà di un altro. Da notare che il regolamento tecnico non definisce i cambi di stile come virate bensì come arrivi indipendenti, sebbene il termine virata permane nel gergo. Per tale motivo la regola da applicarsi è semplicemente quella dell'arrivo nello stile che si sta nuotando:

#### Delfino-Dorso
L'atleta è tenuto a giungere al muro come prevede il regolamento di delfino/farfalla, con entrambe le mani contemporaneamente, ma deve lasciarlo in posizione supina ed effettuando una spinta regolamentare come spiegato nella virata a dorso. È comunque utile effettuare una mezza rotazione su un fianco (con asse nel piano sagittale) per ovviare alla resistenza che l'acqua opporrebbe al movimento rotatorio con asse nel piano frontale.

#### Dorso-Rana
Si tratta della virata più particolare dei misti. In sostanza si è tenuti a toccare il muro con una qualsiasi parte del corpo (come se si stesse effettuando un arrivo a dorso), e a ripartire in posizione prona effettuando la subacquea a rana. Tuttavia ci sono differenti modi per effettuare questa virata. Quello più semplice, ma anche meno efficace, consiste nell'effettuare una rotazione testa-piedi (con asse nel piano frontale) dopo aver toccato il muro per riguadagnare la posizione prona. In questo modo tuttavia si è ostacolati dalla resistenza dell'acqua e si vanifica tutta l'energia inerziale acquistata nella nuotata. Se, invece, si effettua una rotazione con asse sul piano sagittale, utilizzando il muro e la velocità acquisita per innescare la rotazione, si evita efficacemente la resistenza dell'acqua. Si può notare che gli agonisti di alto livello tuttavia preferiscono adottare una tecnica ancora differente: effettuano, dopo aver toccato il muro, una capovolta all'indietro, come nella vecchia tecnica a dorso, per poi ripartire proni a rana. Questa interpretazione si rivela efficace solo in caso di atleti esperti, poiché la manovra richiede un tempismo perfetto e una buona capacità di rotazione rovesciata, di per sé difficile da trovare.

#### Rana-Stile libero
Questa virata prevede semplicemente l'arrivo al muro proprio della rana, mentre la ripartenza è da effettuarsi a piacere, come nello stile libero. Si tratta forse della virata più banale, ed il più delle volte è simile a quella che si effettua a rana, con la sola differenza che si riparte spingendosi meno in profondità e senza la subacquea a d.